# Mirko Messner
Mirko Messner (16 de dezembro de 1948, Windischgrätz) é um político do Partido Comunista da Áustria.
Mirko Messner é o líder dos Comunistas desde 2006.